# Chay (Doubs)
Chay [ʃeˈi] ist eine französische Gemeinde mit 197 Einwohnern (Stand: 1. Januar 2022) im Département Doubs in der Region Bourgogne-Franche-Comté.

## Geographie
Chay liegt auf 255 m, südlich von Quingey, etwa 26 Kilometer südwestlich der Stadt Besançon (Luftlinie). Das Dorf erstreckt sich im westlichen Jura, am linken (östlichen) Ufer der Loue in einem Becken zwischen den Höhen des Trémont im Westen und der Fourrée im Osten.
Die Fläche des 6,54 km² großen Gemeindegebiets umfasst einen Abschnitt des westlichen französischen Juras. Der zentrale Teil des Gebietes wird vom Talbecken der Loue eingenommen, das ungefähr 2 km breit ist. Die Loue fließt hier nach Süden durch ein Becken, das von den äußersten Höhenzügen des Juras umrahmt wird. Flankiert wird das Becken im Westen durch den steil ansteigenden und dicht bewaldeten Höhenzug des Trémont (bis 450 m). Nach Südosten erstreckt sich das Gemeindeareal über einen zunächst sanft, später relativ steil ansteigenden Hang der Fourrée bis an den Rand der Höhe von By. Dieser Höhenzug gehört zu einer Jurakette, die sich vom Mont Poupet nordwärts bis zur Flussschleife der Loue hinzieht. Hier wird mit 502 m die höchste Erhebung von Chay erreicht.
Nachbargemeinden von Chay sind Mesmay und Brères im Norden, Paroy und By im Osten, Rennes-sur-Loue im Süden sowie Buffard im Westen.

## Geschichte
Die Herrschaft von Chay wurde bereits im 10. Jahrhundert gegründet und gehörte der mächtigen Adelsfamilie de Chay. Die Herren von Chay unterstanden der Oberhoheit des Hauses Chalon. Zusammen mit der Franche-Comté gelangte das Dorf mit dem Frieden von Nimwegen 1678 an Frankreich. Das Schloss verfiel Ende des 17. Jahrhunderts und wurde nicht mehr aufgebaut.

## Sehenswürdigkeiten
Bereits im 14. Jahrhundert bestand an der Loue eine Mühle, die im Lauf der Jahrhunderte mehrfach verändert wurde und heute außer Betrieb ist. Die heutige Steinbrücke, welche über die Loue führt, wurde 1854 erbaut. Im Ortskern sind verschiedene Bauernhäuser im charakteristischen Stil der Franche-Comté aus dem 17. bis 19. Jahrhundert erhalten.

## Bevölkerung
| Jahr                       | 1962 | 1968 | 1975 | 1982 | 1990 | 1999 | 2005 | 2016 |
| Einwohner                  | 139  | 117  | 112  | 126  | 126  | 141  | 175  | 213  |
| Quellen: Cassini und INSEE |      |      |      |      |      |      |      |      |

Mit 197 Einwohnern (Stand 1. Januar 2022) gehört Chay zu den kleinen Gemeinden des Départements Doubs. Nachdem die Einwohnerzahl in der ersten Hälfte des 20. Jahrhunderts deutlich abgenommen hatte (1886 wurden noch 240 Personen gezählt), wurde seit Beginn der 1980er Jahre wieder ein Bevölkerungswachstum verzeichnet.

## Wirtschaft und Infrastruktur
Chay war bis weit ins 20. Jahrhundert hinein ein vorwiegend durch die Landwirtschaft (Ackerbau, Obstbau und Viehzucht) geprägtes Dorf. Daneben gibt es heute einige Betriebe des lokalen Kleingewerbes. Mittlerweile hat sich das Dorf auch zu einer Wohngemeinde gewandelt. Viele Erwerbstätige sind Wegpendler, die in den größeren Ortschaften der Umgebung ihrer Arbeit nachgehen.
Die Ortschaft ist verkehrstechnisch gut erschlossen. Sie liegt nahe der Hauptstraße N83, die von Besançon nach Lons-le-Saunier führt. Weitere Straßenverbindungen bestehen mit Brères, Paroy und Rennes-sur-Loue.